# 1960 في أستراليا
فيما يلي قوائم الأحداث التي وقعت خلال عام 1960 في أستراليا.

## سياسة

### تعيين في المنصب
- 15 فبراير – هيربرت فير إيفات Chief Justice of New South Wales [الإنجليزية]‏.

### انتهاء فترة المنصب
- 2 فبراير – وليم سليم الحكام العامون لأستراليا.
- 10 فبراير – هيربرت فير إيفات عضو مجلس النواب الأسترالي.

## مواليد

### يناير
- 1 يناير – لي سميث مونتير أسترالي.
- 1 يناير – مارك ريغيف دبلوماسي إسرائيلي.
- 15 يناير – مايكل ويلسون درّاج طريق أسترالي.

### فبراير
- 23 فبراير – مايك كيلي سياسي أسترالي.

### مارس
- 4 مارس – لاري سينجستوك لاعب كرة سلة أسترالي.
- 26 مارس – غرايمي روتيس لاعب كرة قدم هولندي.

### مايو
- 13 مايو – جون مكوردي لاعب كرة مضرب أسترالي.

### يونيو
- 9 يونيو - دان سوليفان، سياسي أسترالي.

### يوليو
- 14 يوليو – آنا بليغ سياسية أسترالية.

### سبتمبر
- 4 سبتمبر – جوكلين مورهوس مخرجة أفلام أسترالية.

### أكتوبر
- 6 أكتوبر – غراهام روبرت اوبي فيلسوف أسترالي.
- 12 أكتوبر – كريس جونستون لاعب كرة مضرب أسترالي.
- 15 أكتوبر – داريل بيرس لاعب كرة سلة أسترالي.

### ديسمبر
- 28 ديسمبر – جون فيتزجيرالد

## وفيات

### يوليو
- 23 يوليو – بوب براون (مواليد 1930) متسابق دراجات نارية أسترالي.